# 冰栗優

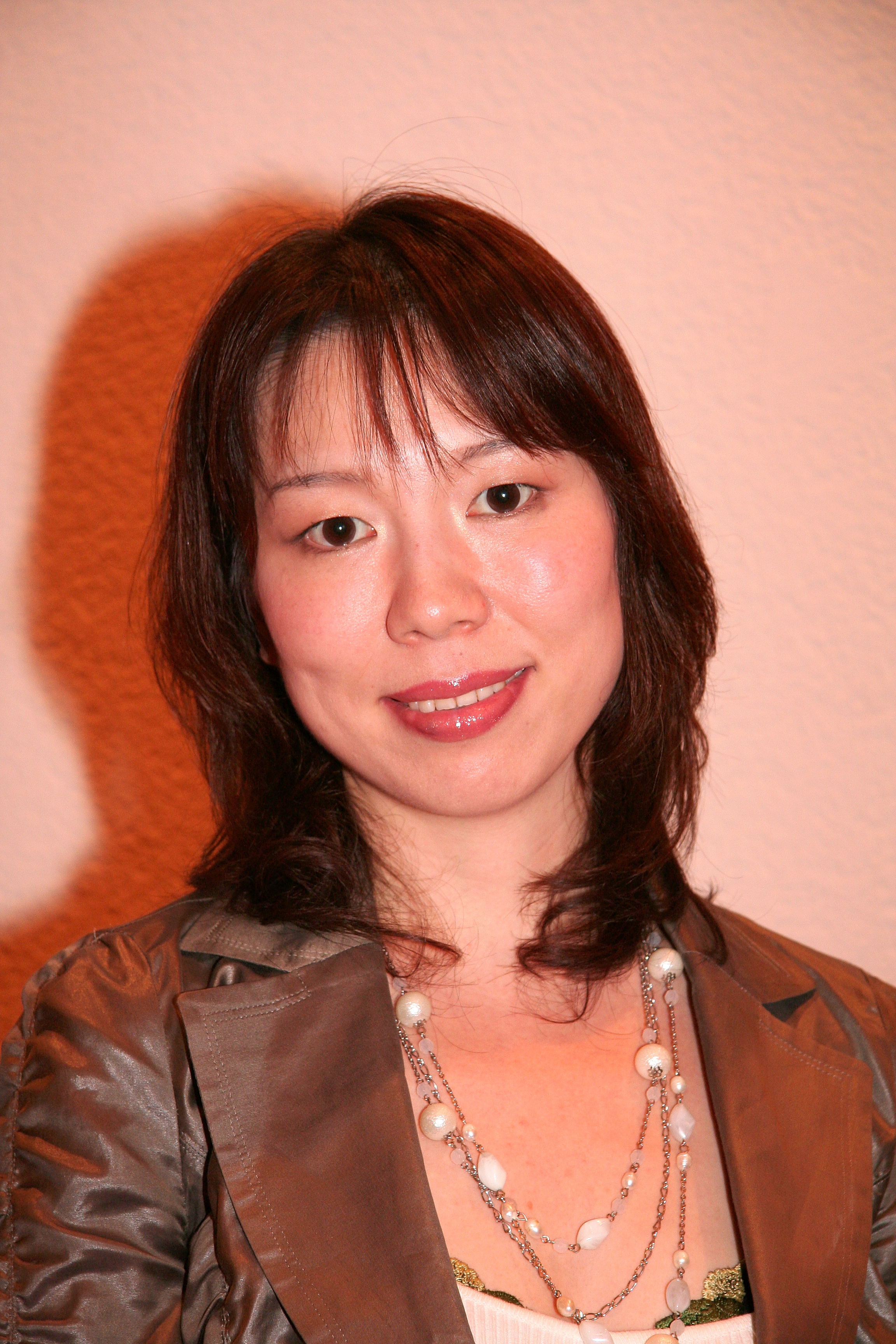
冰栗優

冰栗優（10月16日—），日本漫畫家。大阪市出身。代表作是《禁斷毒天使》。

## 作品
漫畫
- 禁斷毒天使、全12冊、原名
- 聖魔傳、全10冊、原名
- 聖獸之森、全1冊、原名
- 怪盜迷情、全4冊、原名
- 薔薇天使戀、全2冊、原名
- 天使之柩、全1冊、原名
- 失樂天使、全1冊、原名
- FLOWER 花、全1冊、原名
- 惡魔聖痕、全2冊、原名
- 《學園天堂》系列

- 「學園天堂 丹羽篇」、原名
- 「學園天堂 中嶋篇」、原名

- CROWN - 特務指令、全6冊、原名（和田慎二原作）
- 暗夜第六感、全3冊、原名《NIGHT HEAD GENESIS》、原作：飯田譲治

畫冊
- JeweL
- POISON

小說插畫
- 「學園天堂 遠藤篇」（作者：TAMAMI／插畫：冰栗優）

## 外部連結
- （日語）（作者公式網站）

- 單行本出版紀錄 日本 - 台灣 - 香港